# Breitenbach-Haut-Rhin
Breitenbach-Haut-Rhin är en kommun i departementet Haut-Rhin i regionen Grand Est (tidigare regionen Alsace) i nordöstra Frankrike. Kommunen ligger i kantonen Munster som tillhör arrondissementet Colmar. År 2022 hade Breitenbach-Haut-Rhin 811 invånare.

## Befolkningsutveckling
Antalet invånare i kommunen Breitenbach-Haut-Rhin
| Referens: INSEE |